# Ангарский каскад ГЭС
Анга́рский каска́д ГЭС — крупнейший комплекс гидравлических электростанций в России. Расположен на реке Ангаре в Иркутской области и Красноярском крае. Основная часть строительства осуществлена в советский период; возведение каскада связывалось с развитием промышленности и освоением значительного природного потенциала Восточной Сибири.

## Общие сведения
Комплекс ГЭС на реке Ангаре, суммарной действующей мощностью 12 014,4 МВт, среднегодовой выработкой 66 млрд кВт·ч или 6 % от общего потребления в стране. Каскад состоит из четырех введенных в строй и нескольких проектных станций:
- первая ступень — Иркутская ГЭС, мощностью 662,4 МВт и выработкой 4,1 млрд кВт·ч;
- вторая ступень — Братская ГЭС, мощностью 4515 МВт и выработкой 22,6 млрд кВт·ч;
- третья ступень — Усть-Илимская ГЭС, мощностью 3840 МВт и выработкой 21,7 млрд кВт·ч;
- четвёртая ступень — Богучанская ГЭС, мощностью 2997 МВт и выработкой 17,6 млрд кВт·ч;
- пятая ступень — проектируемая Нижнебогучанская ГЭС, мощностью 660 МВт и выработкой 3,3 млрд кВт·ч;
- шестая ступень — проектируемая Мотыгинская ГЭС (Выдумская ГЭС), мощностью 1145 МВт и выработкой 7,2 млрд кВт·ч;
- седьмая ступень — проектируемая Стрелковская ГЭС мощностью 920 МВт.

Все электростанции спроектированы институтом «Гидропроект».
Первые три ступени являются филиалами ПАО «Иркутскэнерго», четвёртая ступень входит в состав ОАО «РусГидро».

### Гидротехнические данные
Гидроэлектростанции располагаются на реке Ангаре с общим падением 380 метров. В таблице ниже приводятся данные на 2015 год по их расположению на реке от истока в Иркутском водохранилище до впадения в реку Енисей, включая предполагаемое размещение проектируемой Мотыгинской ГЭС:
| Название          | Расстояние, исток / устье км | Длина водохр., км | Высота НУМ верх.бьефа м | Высота НУМ ниж.бьефа м | Перепад ГЭС м | Ср.расход воды в створе м³/с | Русло реки начало / конец км от истока | Доступный перепад м |
| ----------------- | ---------------------------- | ----------------- | ----------------------- | ---------------------- | ------------- | ---------------------------- | -------------------------------------- | ------------------- |
| оз. Байкал        | 0 / 1779                     |                   | 457                     | 457                    |               | 1850                         |                                        |                     |
| оз. Байкал        | 0 / 1779                     | нет               | 457                     | 457                    | нет           | 1850                         |                                        |                     |
| Иркутская ГЭС     | 55 / 1724                    | нет               | 55                      | 457                    | нет           | 426                          | 31                                     | 1863                |
| Иркутская ГЭС     | 55 / 1724                    | 55 / 91           | 55                      | 457                    | 25            | 426                          | 31                                     | 1863                |
| Братская ГЭС      | 661 / 1118                   | 55 / 91           | 570                     | 401,73                 | 25            | 295,73                       | 106                                    | 2814                |
| Братская ГЭС      | 661 / 1118                   | нет               | 570                     | 401,73                 | нет           | 295,73                       | 106                                    | 2814                |
| Усть-Илимская ГЭС | 959 / 820                    | нет               | 298                     | 296                    | нет           | 208                          | 88                                     | ~3200               |
| Усть-Илимская ГЭС | 959 / 820                    | нет               | 298                     | 296                    | нет           | 208                          | 88                                     | ~3200               |
| Богучанская ГЭС   | 1334 / 445                   | нет               | 375                     | 208                    | нет           | 139                          | 69                                     | 3450                |
| Богучанская ГЭС   | 1334 / 445                   | 1334 / 1419       | 375                     | 208                    | 12            | 139                          | 69                                     | 3450                |
| Мотыгинская ГЭС   | 1659 / 120                   | 1334 / 1419       | ~240                    | 127                    | 12            | 99,8                         | 27,2                                   | 3680                |
| Мотыгинская ГЭС   | 1659 / 120                   | 1659 / 1779       | ~240                    | 127                    | 23,8          | 99,8                         | 27,2                                   | 3680                |
| р. Енисей         | 1779 / 0                     | 1659 / 1779       |                         | 76                     | 76            |                              | 4530                                   |                     |

1. ↑  В советский период существовал более экономически оправданный проект Среднеенисейской ГЭС с площадью водохранилища 2720 км² (см. Среднеенисейская ГЭС Архивная копия от 10 ноября 2011 на Wayback Machine). В случае принятия решения о её строительстве, Нижнеанагарский каскад ГЭС не будет построен, так как места строительства Мотыгинской и Стрелковской ГЭС будут включены в водохранилище этого гидроузла на Енисее.
2. ↑  Длина речной части водохранилища.
3. 1 2  Точные данные отсутствуют, цифры требуют уточнения.
4. ↑  На стадии строительства или проектирования.
5. ↑  Расположение поселка Мотыгино, более точных данных нет.
6. ↑  Предварительная информация по проекту.

### Первоначальный проект каскада 1947 года
В 1947 году конференция по развитию Иркутской области рекомендовала начать освоение гидроресурсов Ангары, с попутным развитием химической, алюминиевой, горнорудной и другой энергоёмкой промышленности. Гидроэнергетические параметры электростанций Ангарского каскада, строительство которых предлагалось на конференции:
| Гидроэлектро- станция | Расстояние от истока, км | Напор ГЭС, м | Площадь водохранилища, км² | Полный объем водохранилища, км³ | Полезный объем водохранилища, км³ | Мощность, МВт |
| --------------------- | ------------------------ | ------------ | -------------------------- | ------------------------------- | --------------------------------- | ------------- |
| Иркутская             | 65                       | 31           | 200 (31 500*)              | 2,5 (23 000*)                   | 46                                | 660           |
| Суховская             | 108                      | 12           | 63                         | 0,4                             | 0,06                              | 400           |
| Тельминская           | 147                      | 12           | 91                         | 0,4                             | 0,03                              | 400           |
| Братская              | 697                      | 106          | 5470                       | 169                             | 48                                | 4500          |
| Усть-Илимская         | 1008                     | 88           | 1873                       | 59                              | 3                                 | 4320          |
| Богучанская           | 1451                     | 71           | 2336                       | 58                              | 2                                 | 4000          |

_* С Байкалом

## Экономическое значение
ГЭС играют важную роль в обеспечении устойчивости энергосистемы Сибири и европейской части России. Благодаря им работают сотни промышленных предприятий Сибири.

### Маловодный период 1996—2003 гг.
Засушливый период в бассейне озера Байкал и реки Ангара, продолжавшийся 8 лет с годичным перерывом с 1996 года по 2003 год, привел к сработке многолетних запасов водных ресурсов озера Байкал и Братского водохранилища. При этом ежегодный приток воды в эти годы не превышал 70-80 % нормы, что не позволяло осуществлять резервирование. За 1996—2003 гг. в водохранилища Ангарского каскада ГЭС и озеро Байкал недопоступило около 100 км³ воды, что сопоставимо со среднегодовым объемом притока и соответствует недовыработке более чем 40 млрд кВт·ч электроэнергии.
Практически весь период режим работы ГЭС устанавливался с учетом только организации бесперебойной работы питьевых водозаборов. Вводились сокращения сроков навигации и ограничения навигационных попусков по Ангаре и Енисею. Озеро Байкал и Братское водохранилище — водоёмы многолетнего регулирования — выполняли роль сезонного регулирования.

## Фотогалерея

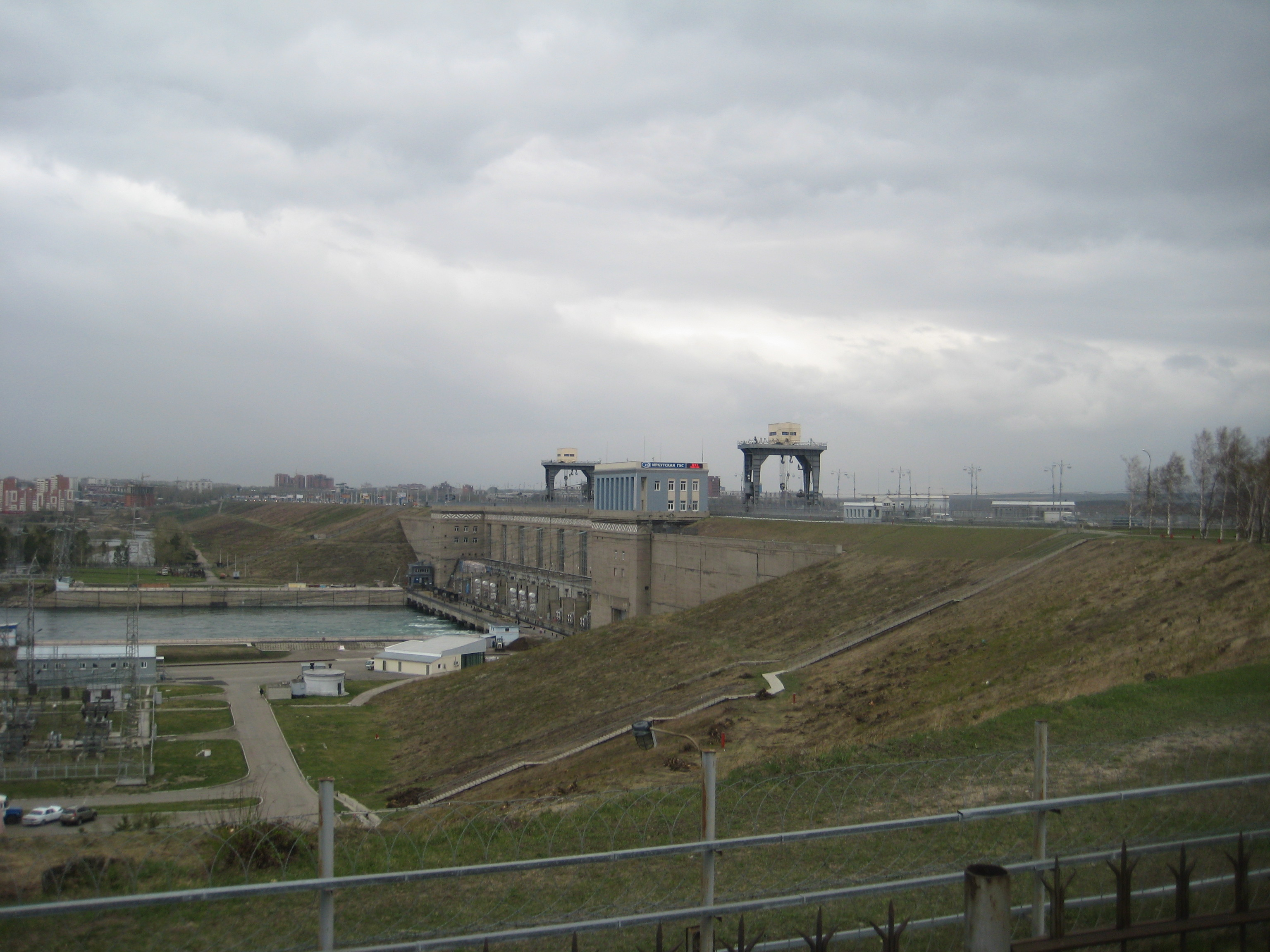
Иркутская ГЭС
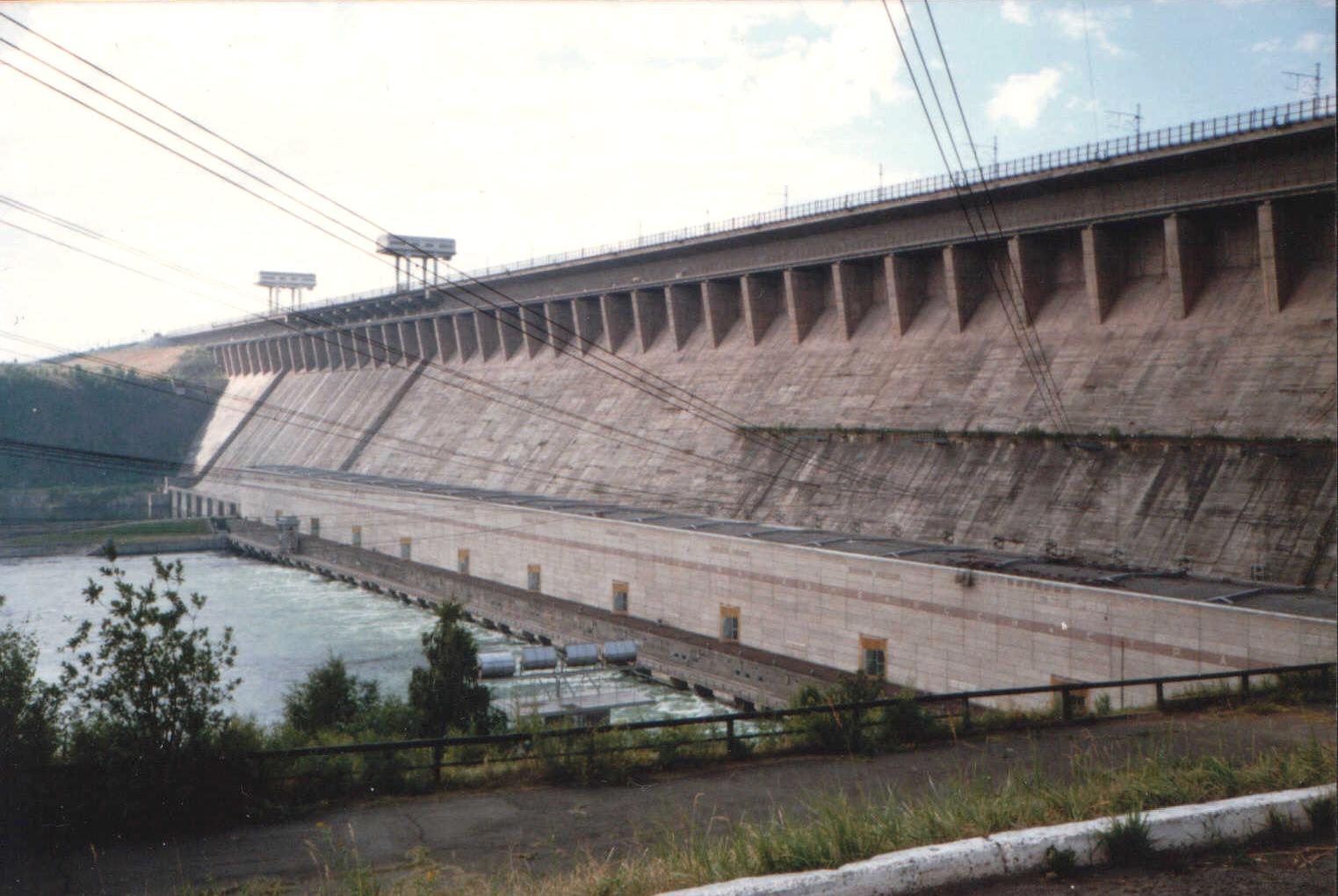
Братская ГЭС
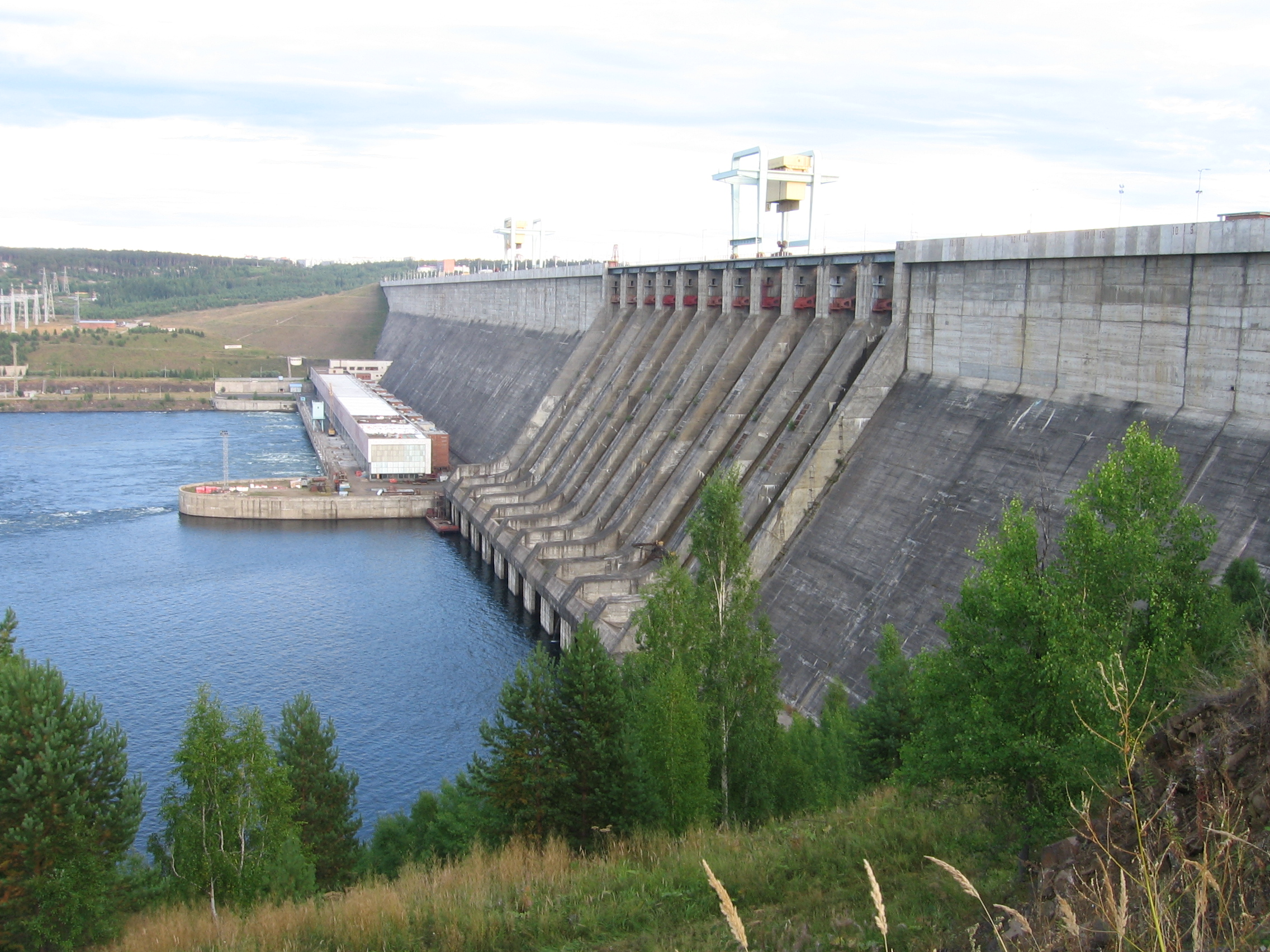
Усть-Илимская ГЭС
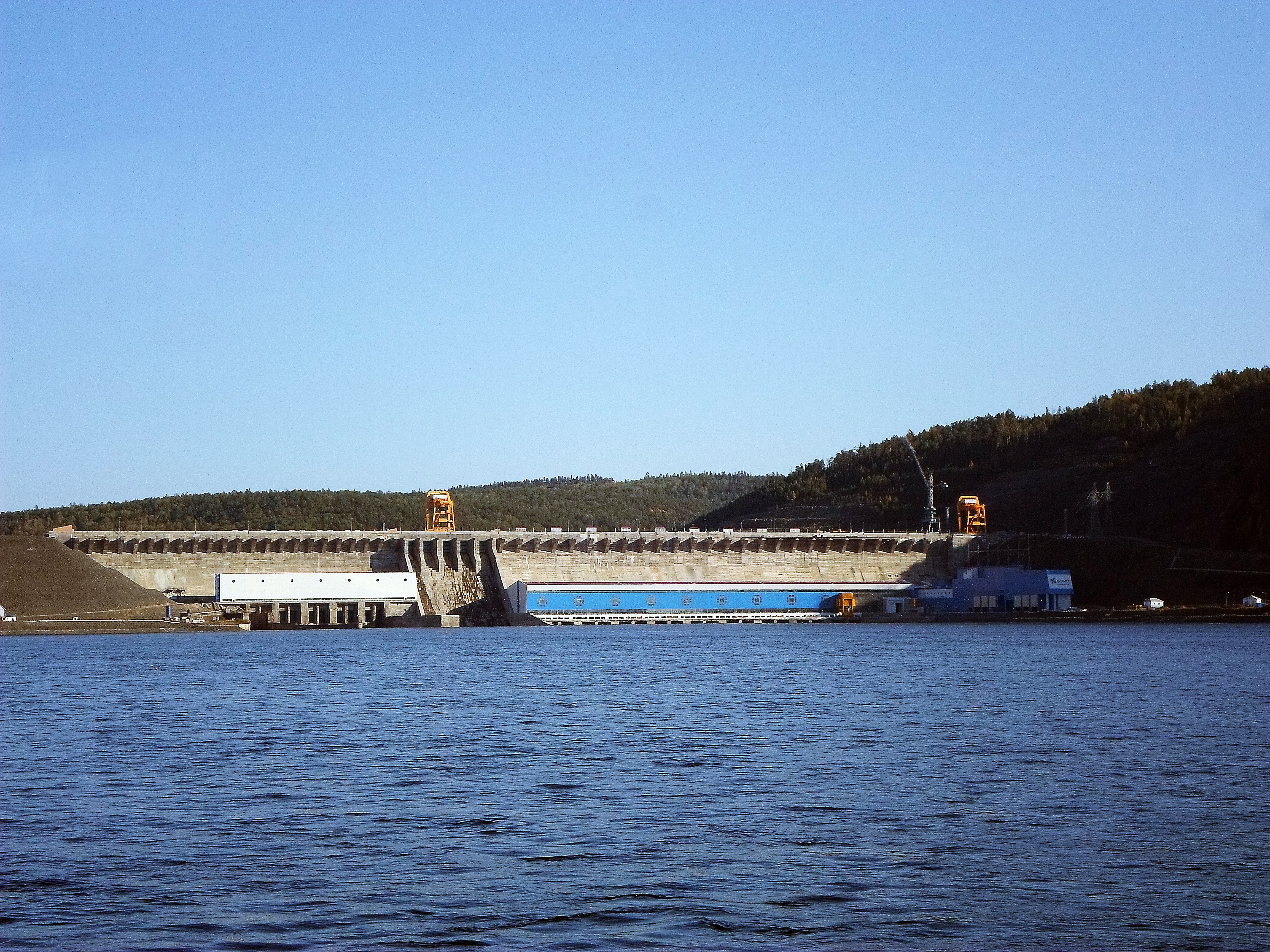
Богучанская ГЭС